# Siegmund Friedrich von Wallenrodt
Siegmund Friedrich von Wallenrodt (* 11. Dezember 1620; † 10. Dezember 1666) war ein kurbrandenburgischer Obrist über ein Reiter-Regiment sowie Erbherr auf Draulitten in Ostpreußen.
Seine Eltern waren der Erbherr von Groß- und Klein-Pressen Siegmund von Wallenrodt und dessen Ehefrau Susanne von der Groeben.
Bereits 1635 kam er in kurbrandenburger Dienste unter dem Kurfürsten Georg Wilhelm. Dort wurde er 1640 Leutnant. Er wechselte dann in kaiserliche Dienste. 1650 wurde er Oberstleutnant im polnischen Regiment unter seinem Bruder. 1654 wurde an Stelle seines Bruders Obrist und Kommandeur des Regiments. Aber schon bald wechselte er in schwedische Dienste und übernahm auch dort ein Reiter-Regiment. Er wurde aber dann von Kurfürst Friedrich Wilhelm nach Brandenburg zurückgerufen, wo er ein Reiter-Regiment erhielt. 1661 erhielt er dazu die Amtshauptmannschaft von Angerburg. Er starb am 10. Dezember 1666.
Er war mit Regina Salome von Hardegg verheiratet.